# Bitwa pod Famars
Bitwa pod Famars – starcie zbrojne, które miało miejsce 23 maja 1793 roku podczas wojny Francji z pierwszą koalicją.
Bitwa stoczona została w okolicach wioski Famars między armią francuską (27 000 żołnierzy) dowodzoną przez generała Lamarche'a a armią austriacko-hanowersko-angielską (53 000 żołnierzy) dowodzona przez księcia Yorku Fryderyka. Pobici Francuzi stracili 3000 zabitych i rannych, 300 jeńców, 17 dział i 14 wozów z amunicją, natomiast sprzymierzeni - około 1100 zabitych i rannych.